# 拉默斯多夫-佩拉赫
拉默斯多夫-佩拉赫（德語：Ramersdorf-Perlach）是德国巴伐利亚州首府慕尼黑的市辖第16区。它由两个原市镇拉默斯多夫（1864年1月1日并入）和佩拉赫（1930年1月1日并入），以及两个位于原市镇佩拉赫的市分区森林佩拉赫和新佩拉赫所共同组成。而原佩拉赫的组成部分米夏埃利堡和雉鸡园如今基本上都归属市辖区特鲁德灵-里姆或上吉兴-雉鸡园管辖。
根据2013年12月31日的统计，该市辖区在其19.9平方公里的土地上共录得108244居民。其中外国人的比例达31.5%。这里共开设有11所小学、三所初级中学、两所特殊学校、四所实用中学、两所文理中学、一所定向中学、两所职业学校、43所幼儿园、30所托儿所、两家日托中心、八所青年会、72个公园或绿地（150公顷）、44个游乐场、四个区立体育设施、两个分区图书馆、一个室内及室外游泳池。作为慕尼黑业余大学面向全市范围内招生的情况下，在新佩拉赫南还成了一个业余大学的分校区。在市辖区与吉兴的边界旁直至2011年都是慕尼黑電視與電影大學的所在地。慕尼黑交通公司在区内共设有75个站点（包括在市辖区范围内的五座地铁站和两座快铁站，以及在市辖区边界旁的三座地铁站和两座快铁站，外加十一条巴士或有轨电车线路）。区委会则由45名成员组成。

## 拉默斯多夫

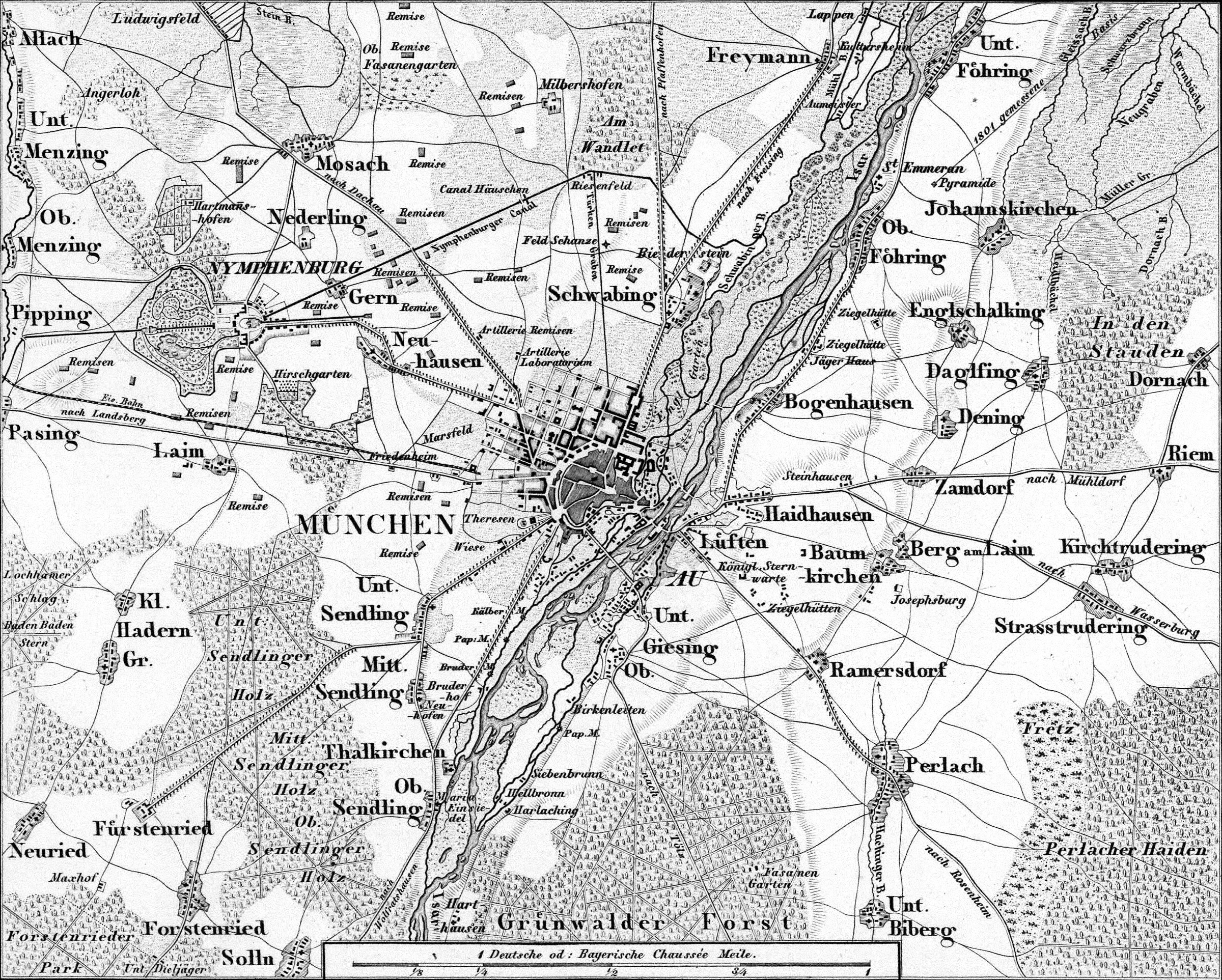
1858年的拉默斯多夫和佩拉赫地图8

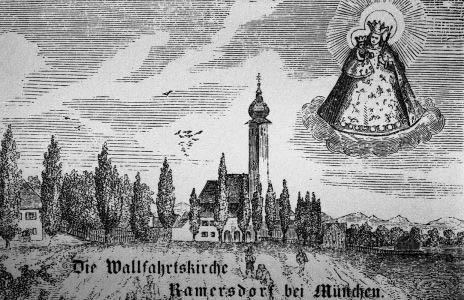
圣玛利亚堂 (拉默斯多夫)

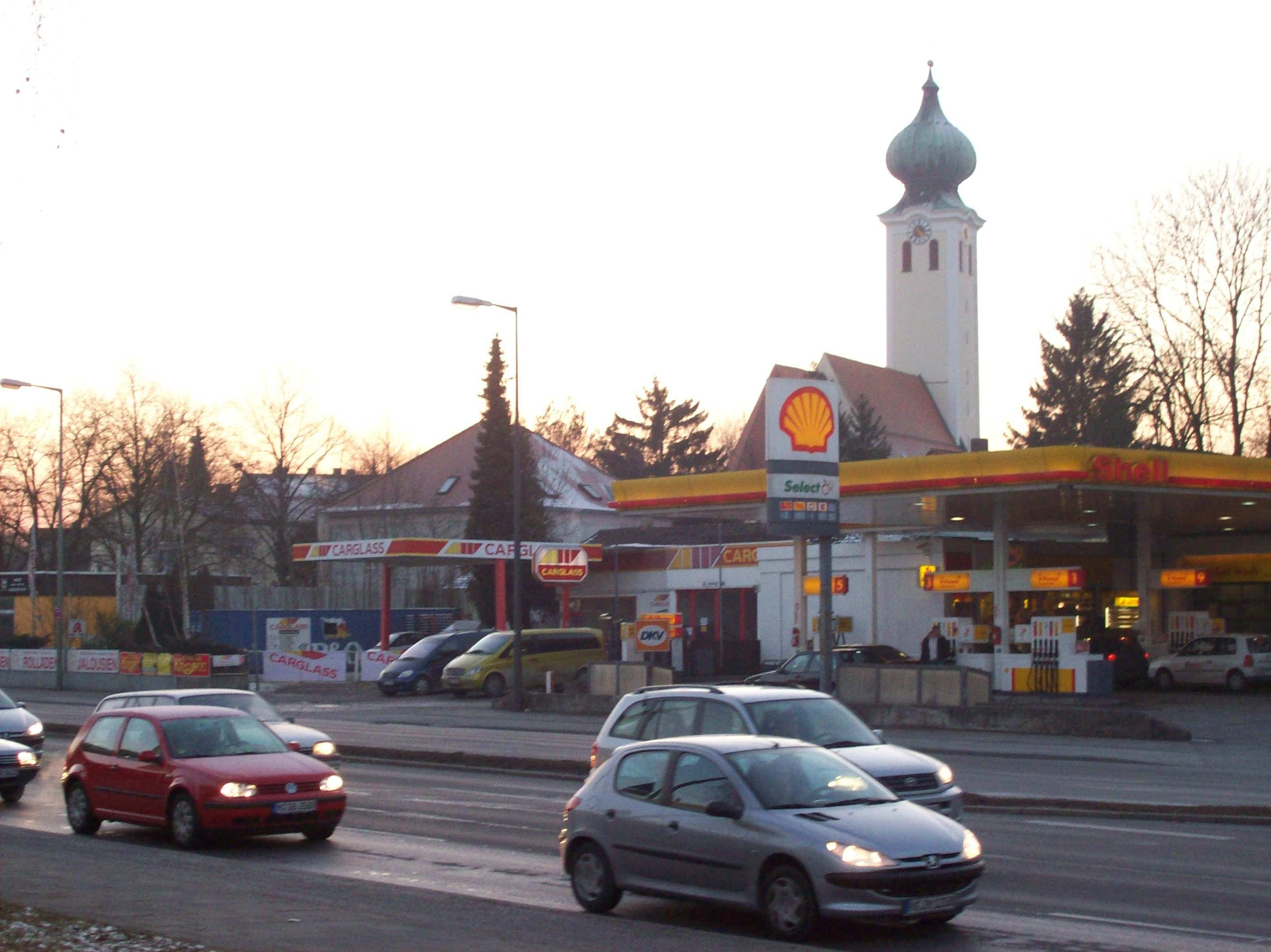
拉默斯多夫与中环公路

拉默斯多夫最早是以之名，在1006年至1022年间的一份弗赖辛的契据副本中得到首次书面提及。然而以“（村庄）”则表明，在9世纪下半叶便可能存在有一个定居点，尤其是家族的各成员自8世纪起便出现在文献记载中。从13至16世纪，有各种不同的官员后裔和贵族家庭被任命为庄园主，这些庄园某一部分也会作为捐赠物被移交至教会，直至后者在1803年世俗化改革后又回归世俗化财产。从1818年至1864年被并入慕尼黑之前，拉默斯多夫曾是一个独立的市镇。在纳粹主义统治时期，通过大规模的道路建设和兴建拉默斯多夫示范社区，对该地区的发展产生了深远的影响。
朝圣教堂拉默斯多夫圣玛利亚堂是历史地方中心的标志，地处如今已相当拥挤的中环公路和8号高速公路入口之间。拉默斯多夫的教堂自11世纪起便有文献明确记载，并很有可能是继旧厄廷之后，巴伐利亚最古老的朝圣地之一。玛利亚形象的朝圣活动应该是自14世纪初开始，教堂在这一世纪还保有一个真十字架碎片。教堂于15和16世纪进行重建，并在17世纪加入了广泛的巴洛克元素。如今的塔楼建于18世纪末。在19世纪初，对热情向敬奉致敬的许多还愿祭和其它表现形式均“以启蒙之名”被取消。在1907年成立为独立的堂区之后（原为佩拉赫圣米迦勒堂的分堂），圣玛利亚堂已进行了广泛的修复。但同时在教堂较旧的组成部分中仍保留了哥特式建筑的风格。
史学家卡琳·霍施（Karin Hösch）评价教堂称：“除了传统的建筑和朝圣历史外还有高品质的装饰品，包括所收集的宝贵的真十字架碎片、以及拉默斯多夫的圣像和并非由伊拉斯谟·格拉泽最终完成的晚期哥特式雕塑，都表明拉默斯多夫的教堂具有极高的艺术和文化价值”。
根据原始契据的地点，经过多个市分区在2005年的倡议和组织决定，拉默斯多夫于2006年举行了成立千年庆典。

### 巴兰街西
位于拉默斯多夫或老佩拉赫以西的是分区巴兰街西（Balanstraße West），它也会被称为“拉默斯多夫南”或“努斯多夫”。然而所有这些名称都并不是很常见。这一分区的西部和南部边界是通过快铁线路的走向进行分隔。在斯田德勒街则设有慕尼黑交通公司的MVG博物馆。

## 佩拉赫

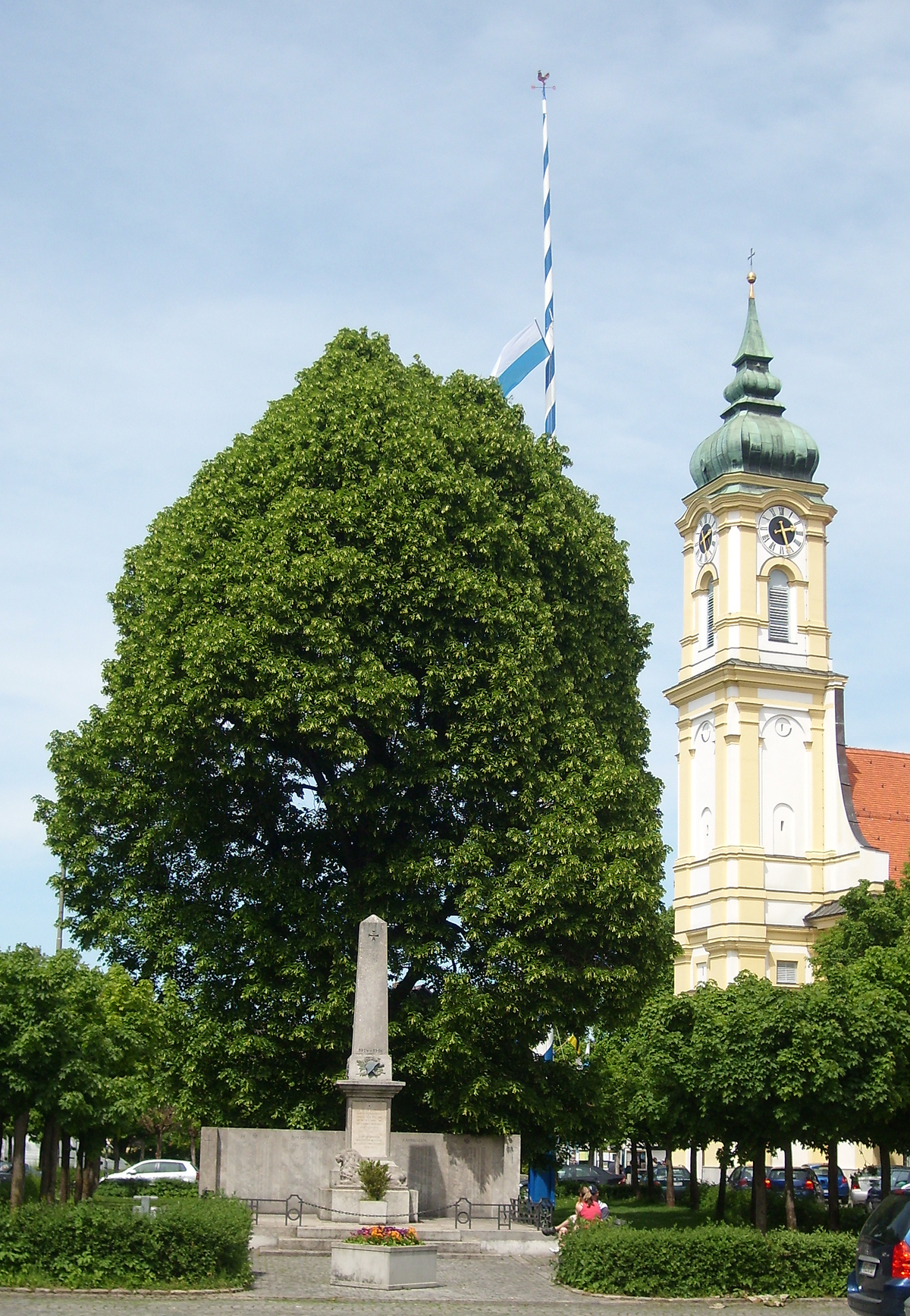
普凡策尔特广场旁的圣米迦勒堂及战争纪念碑

佩拉赫最早是以“（pera=野猪，loh =稀疏林）”之名于790年左右被首次提及。老城区的中心，即原“下村（Unterdorf）”，位于哈兴溪所流经的普凡策尔特广场连同巴洛克风格的圣米迦勒教堂（自1728年落成后取代了原本的罗曼式建筑），其保留了乡村特色的核心。在南部毗邻的原“上村（Oberdorf）”则自1848年建有福音派教堂圣保罗堂，这是慕尼黑现存最古老的新教教堂建筑。
在1818年成为独立的市镇以前，佩拉赫曾为不同的庄园主所分踞：这里最初是弗赖辛主教、特根湖和舍夫特拉尔恩修道院的领地，自13世纪起又加入了巴伐利亚公爵。在1686年至1790年间，佩拉赫有四处庄园被提升为贵族领地，即所谓的“[霍夫马克] 错误：{{Lang}}：无效参数：|3=（帮助）”，它们均具备低级审判权：
- 佩拉赫卫（Perlachwart，奥托布鲁纳街142/144号，1967年拆除）
- 佩拉赫坳（Perlachort，施密德鲍尔街，佩拉赫医院的一部分）
- 佩拉赫雪（Perlachsoed，佩拉赫雪城堡，雉鸡园街3号），佩拉赫雪城堡在1697年的主人为马克西米利安·埃马努埃尔（德语：Maximilian II. Emanuel (Bayern)）选帝侯的执政官约翰·塞巴德·诺伊雪纳（德语：Johann Sebald Neusönner）。
- 佩拉赫角（Perlacheck，普茨布鲁纳街3号），物理学家卡尔·奥古斯特·冯·斯泰因海尔（德语：Carl August von Steinheil）的青年时光便是居住在霍夫马克佩拉赫角。

20世纪初在市镇范围内开发出了新的分区米夏埃利堡（现为市辖第15区特鲁德灵-里姆的一部分）和雉鸡园（今属市辖第17区上吉兴-雉鸡园）。新艺术风格建筑师汉斯·爱德华多·冯·贝勒普施-法伦达斯曾在1910年提出，将位于佩拉赫森林西南侧的一处旧地规划为“佩拉赫花园城”，然而并没有得到落实。位于佩拉赫东部的原佩拉赫荒原自1967年起设立为新的市分区新佩拉赫。佩拉赫是在1930年1月1日被并入慕尼黑。

### 雉鸡园
该名称来源于佩拉赫附近的一个林务所，它自18世纪初至1805年曾附带雉鸡养殖。1920年代在这里首先建立了一个野外定居点，它于1937年10月1日被重新划入慕尼黑。雉鸡园的绝大部分地区如今都归市辖第17区（上吉兴）管辖。

### 米夏埃利堡
米夏埃利堡是以当地首位定居者——米夏埃尔·奥伯梅耶（Michael Obermeyer）而命名，并且是由于他在1898年建造的客栈有一个城堡特质的塔楼。在20世纪初兴起的定居点有一部分位于佩拉赫镇，另一部分则位于特鲁德灵镇境内，它们连同各自原市镇分别在1930年1月1日和1932年4月1日被并入慕尼黑市。米夏埃利堡的绝大部分地区如今都归市辖第15区（特鲁德灵）管辖。

### 森林佩拉赫

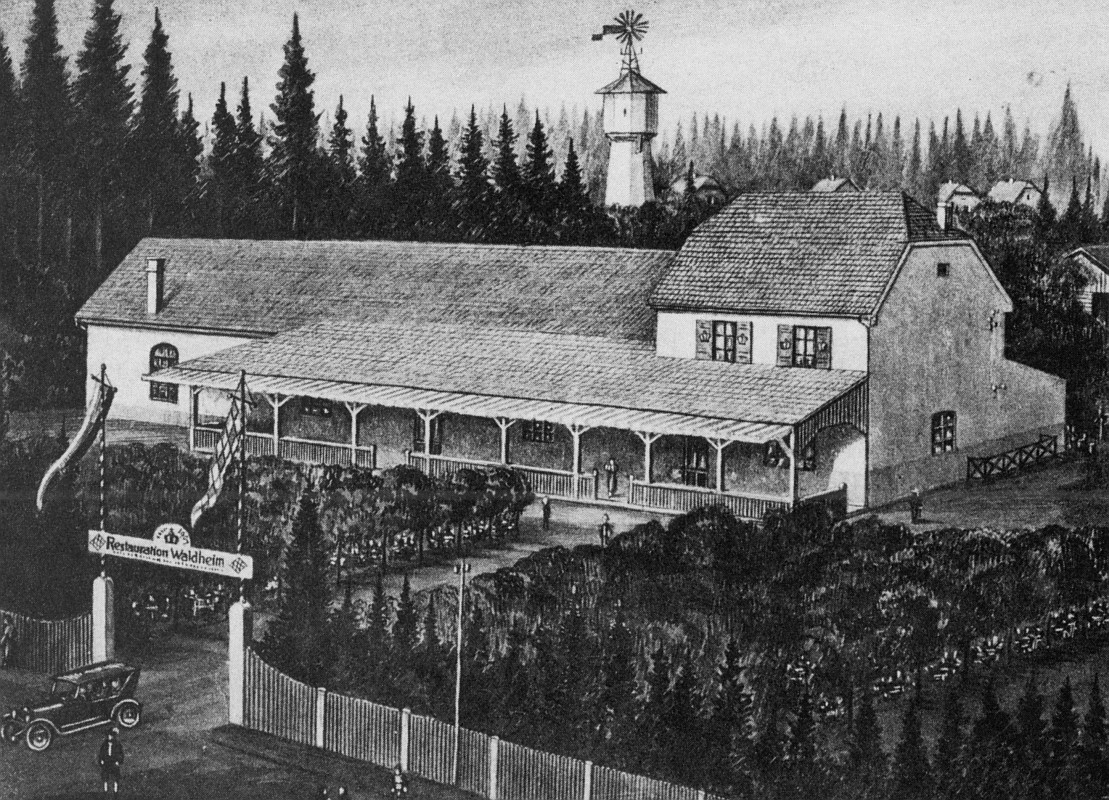
1920年的森林佩拉赫与警卫之家

围绕在约1910年成立和1911年6月落成的警卫之家及其所属的步兵警卫团周边，自1911年兴起了一个定居点。早在1912年当地居民便试图赋予其“森林-佩拉赫（Wald-Perlach）”的地名，但相应的请求在1920年遭到佩拉赫镇议会的一致反对。直至1928年，巴伐利亚内政部才批准了这个当时已有700位居民的森林移民区的新名称。森林佩拉赫设有一所小学（鹅妈妈学校，自1952年5月起办学）、一座天主教堂（克劳斯弟兄教堂）、一座福音派教堂（欢庆教堂，在第一次世界大战期间由定居者将水塔改造为钟楼）、两个志愿消防局（消防站于2006年新建）和两个体育俱乐部。德国卡巴莱艺术家兼演员迪特·希尔德布兰生前亦居住于森林佩拉赫郊外。

### 新佩拉赫

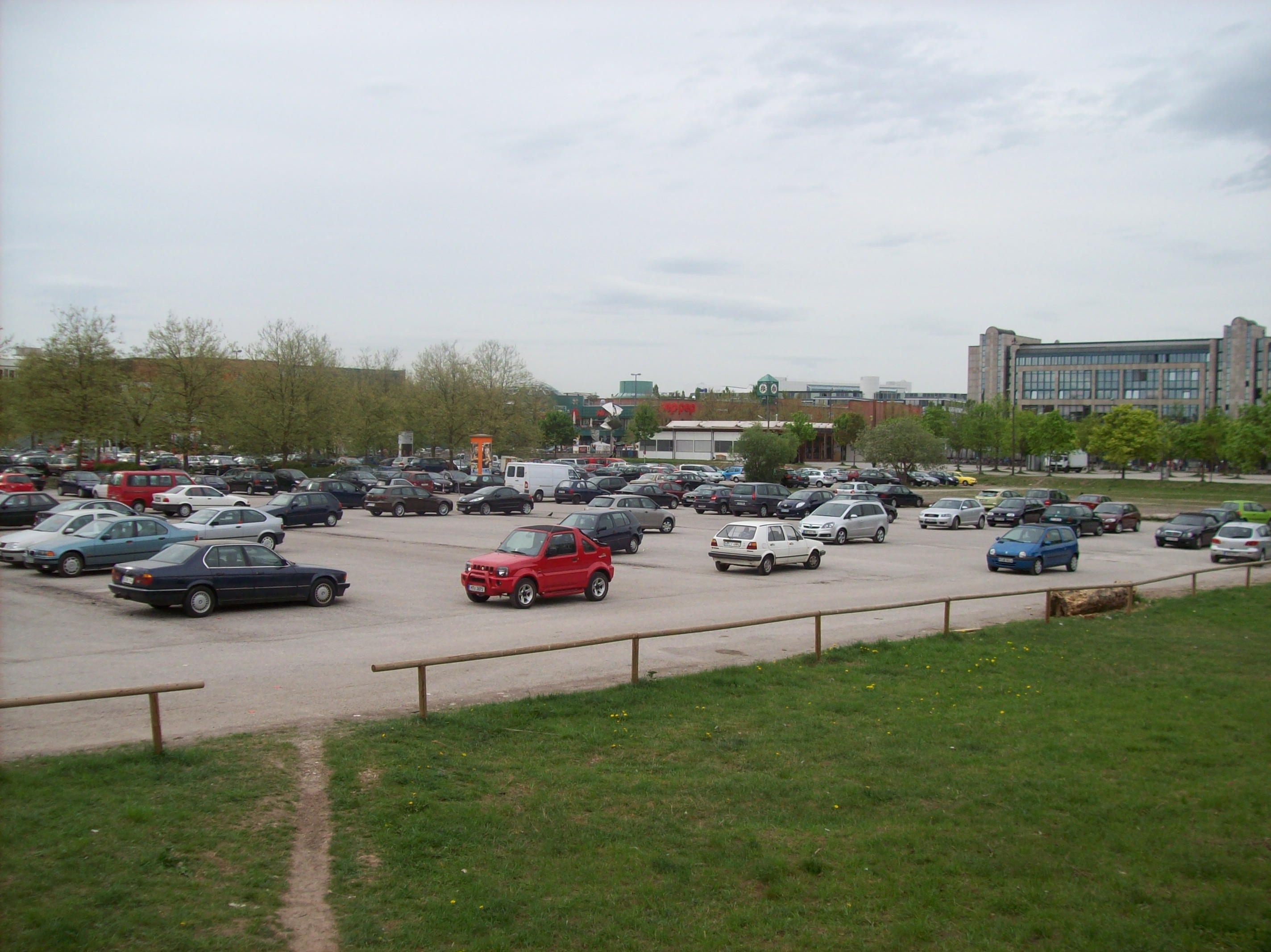
新佩拉赫中心

为了缓解住房短缺，这个慕尼黑因在1950年代的迅速发展而必须面对的问题，慕尼黑市议会在1960年决定建立减负之城，其首先应在佩拉赫范围内的区域中形成，并提供可容纳80000人的住房。凭借（如今）55000人的居民，新佩拉赫成为了德国西部最大的卫星城。随着项目在1967年5月奠基，其前三个施工阶段（北、东北、东）跟随迅速完成，中心区域则很大程度上是在1974年至1978年间完工。而中央广场时至今日则尚未完成。南部阶段随后在1980年至1991年完工。

### 东公园

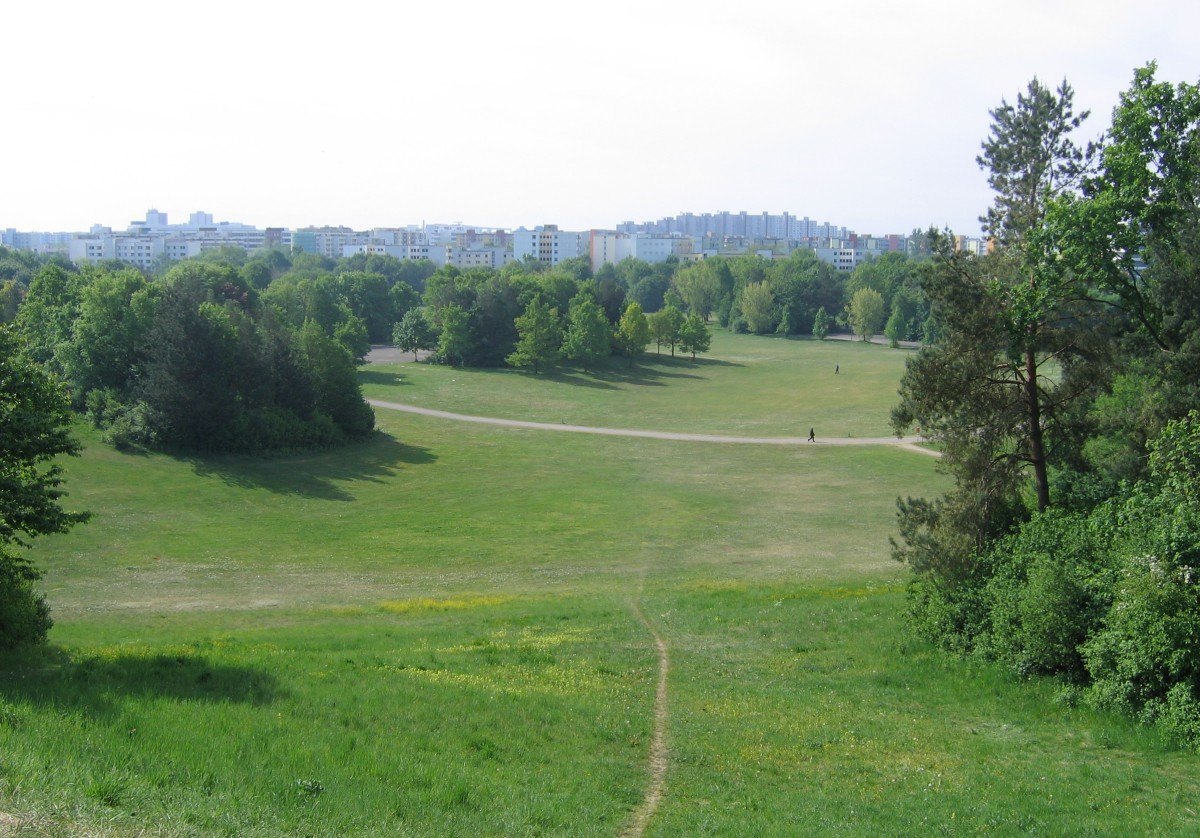
东公园

东公园是位于市分区新佩拉赫西北部的一处绿化设施。其首个占地15.75公顷的部分自1969年起开始修建，至1975年完工。第二部分于1979年对公众开放，至1982年，东公园以其56公顷的总面积正式开业。东公园在北部主要是与迈克游泳馆相邻。

## 人口统计
(截至每年12月31日)
| 年份 | 人口    | 外国人（比例）  | 面积 （km²） | 人口密度 （每km²） | 来源及其它数据                                  |
| ---- | ------- | --------------- | ------------ | ------------------ | ----------------------------------------------- |
| 2000 | 100,002 | 25,607 (25.6 %) | 19.8932      | 5,027              | 慕尼黑统计年鉴2001 （页面存档备份，存于） (PDF) |
| 2001 | 100,387 | 25,868 (25.8 %) | 19.8932      | 5,046              | 慕尼黑统计年鉴2002 （页面存档备份，存于） (PDF) |
| 2002 | 100,129 | 25,939 (25.9 %) | 19.8932      | 5,033              | 慕尼黑统计年鉴2003 （页面存档备份，存于） (PDF) |
| 2003 | 100,724 | 26,330 (26.1 %) | 19.8964      | 5,062              | 慕尼黑统计年鉴2004 （页面存档备份，存于） (PDF) |
| 2004 | 100,845 | 26,613 (26.4 %) | 19.8988      | 5,068              | 慕尼黑统计年鉴2005 （页面存档备份，存于） (PDF) |
| 2005 | 100,820 | 27,367 (26.9 %) | 19.8988      | 5,067              | 慕尼黑统计年鉴2006 （页面存档备份，存于） (PDF) |
| 2006 | 102,689 | 27,689 (27.0 %) | 19.9008      | 5,160              | 慕尼黑统计年鉴2007 （页面存档备份，存于） (PDF) |
| 2007 | 103,447 | 28,005 (27.1 %) | 19.9009      | 5,198              | 慕尼黑统计年鉴2008 （页面存档备份，存于） (PDF) |
| 2008 | 104,089 | 28,602 (27.5 %) | 19.8950      | 5,232              | 慕尼黑统计年鉴2009 （页面存档备份，存于） (PDF) |
| 2009 | 103,732 | 28,340 (27.3 %) | 19.8950      | 5,214              | 慕尼黑统计年鉴2010 （页面存档备份，存于） (PDF) |
| 2010 | 104,737 | 29,308 (28.0 %) | 19.8950      | 5,264              | 慕尼黑统计年鉴2011 （页面存档备份，存于） (PDF) |
| 2011 | 105,900 | 30,494 (28.8 %) | 19.8950      | 5,323              | 慕尼黑统计年鉴2012 （页面存档备份，存于） (PDF) |
| 2012 | 107,164 | 31,778 (29.7 %) | 19.8950      | 5,386              | 慕尼黑统计年鉴2013 （页面存档备份，存于） (PDF) |
| 2013 | 108,244 | 32,946 (30.4 %) | 19.8950      | 5,441              | 慕尼黑统计年鉴2014 （页面存档备份，存于） (PDF) |
| 2014 | 110,099 | 34,699 (31.5 %) | 19.8950      | 5,534              | 慕尼黑统计年鉴2015 （页面存档备份，存于） (PDF) |

## 政治
拉默斯多夫-佩拉赫上一次的区议会选举是在2014年3月16日。其议席分配如下：基社盟18席、社民党17席、绿党6席、大卫党/生民党2席、自民党1席以及自选协1席。在拉默斯多夫-佩拉赫共73706名符合投票资格的居民中，有28492人行使了自己的表决权，选民投票率约为38.7%。